# バルクハウゼン効果

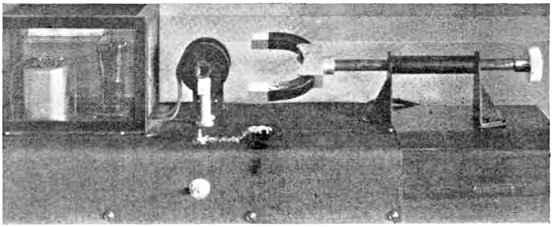
図1. バルクハウゼンの実験装置のレプリカ。ワイヤーのコイルを巻かれた鉄棒（中央）があり、そのコイルは真空管増幅器（左）を介してイヤフォン（写っていない）に接続されている。馬蹄型磁石（右）を回転すると鉄棒を通過する磁場の方向が変化し、イヤフォンからバルクハウゼン雑音が聞こえる。

バルクハウゼン効果（バルクハウゼンこうか）とは、1919年にドイツの物理学者ハインリッヒ・バルクハウゼンが発見した現象（実験装置は図1を参照）。この現象は強磁性体を磁化させる際に発生し、雑音電圧が起きる。結晶内部には不純物があるため、磁化が不連続になることで発生する。この効果の発見により磁区の存在が確かめられ、磁区についての研究が急激に進展する端緒となった。

## バルクハウゼン雑音

図2. 強磁性体の磁化（J）あるいは磁束密度（B）曲線を磁場の強さ（H）の関数として描いた。挿入図はバルクハウゼン・ジャンプを表している。

たとえば鉄棒に磁石が近付いたり離れたりすることで、強磁性体を貫く外部磁場が変化すると、その物質の磁化は不連続変化の連続によって変化して、その結果としてその物質を貫く磁束に跳びが現れる（図2）。この現象は、コイルを強磁性体に巻いて、増幅器とスピーカーに接続することで検出できる。その物質の磁化が急に変化することによってコイルに生じた電流パルスが、増幅器で増幅されてスピーカーで音を発する。このパリパリという音はキャンディの包み紙を開く音、ライスクリスピーズ、あるいはたき火の音にたとえられる。この音がバルクハウゼン雑音である。同じような現象が、検出用コイル中の物質に力学的応力だけをかけた場合にも観測される。

図3. バルクハウゼン雑音の起源。に付した矢印の大きさは磁場の大きさ、磁性体中の矢印は磁区の磁化の方向を表す。磁壁が移動する際に、結晶格子欠陥（影をつけた領域）に磁壁（細線）がとらわれて、それから急速に拘束が外れて通過する。その結果、磁場が急激に変化する。

磁化の跳びは磁区のサイズまたは方向の不連続な変化により生じる。磁区サイズの変化は、磁壁付近のスピンが隣の磁区のスピンに揃う過程により磁壁が移動することで起こる。これは完全結晶内では連続的過程であるが、現実の結晶には不純物原子や転移などの局所的欠陥があってスピンの変化の妨げとなり、磁壁が結晶欠陥にひっかかることになる。欠陥におけるエネルギー障壁をこえるほど磁場の変化が大きくなると、一群のスピンが同時に方向を変えることになり、磁壁は欠陥を一気に乗り越える（図3）。物質を通過する磁束の不連続な変化は、このような磁化の急激な変化による。
欠陥を越えて磁壁が移動することに関するエネルギー損失は、強磁性体のヒステリシス曲線の原因となる。保磁力の大きい強磁性体はこのような欠陥を持っていることが多く、同じ磁束の変化でも他の物質に比べて多くのバルクハウゼン雑音を生じる。欠陥を除去する過程を経た変圧器に使われるケイ素鋼などの保磁力が小さい物質は、バルクハウゼン雑音をほとんど出さない。

## 実用

図4. 強磁性体の非破壊検査の仕組み。緑の部分はヨーク（継鉄）、赤い部分は誘導型センサー、灰色部分は検査する試料。

物質のバルクハウゼン雑音の量は、その物質の不純物や結晶転移の量に関係しており、その物質の機械的特性の良い指標となる。したがって、頻繁な力学的応力や高エネルギー粒子にさらされた物質あるいは切削によるダメージを受けた高強度鋼といった、磁性体の力学的特性の劣化を、非破壊評価する方法としてバルクハウゼン雑音を利用できる。こういった目的に用いる単純な非破壊検査の仕組みの模式図を図4に示した。
バルクハウゼン雑音を用いて、反応性イオン・エッチングやイオン・ミリングのようなさまざまなナノ加工過程によって薄膜構造が受けた物理的ダメージを知ることもできる。
ウィーガンド・ワイヤは巨視的に単一の巨大な磁区としてふるまうので、ウィーガンド効果はバルクハウゼン効果の巨視的拡張であると言える。ウィーガンド・ワイヤ外殻内の多数の小さな高保磁力を持つ磁区は雪崩的に切り替わり、ウィーガンド効果の高速な磁場変化を生み出す。